# Material biocompatible

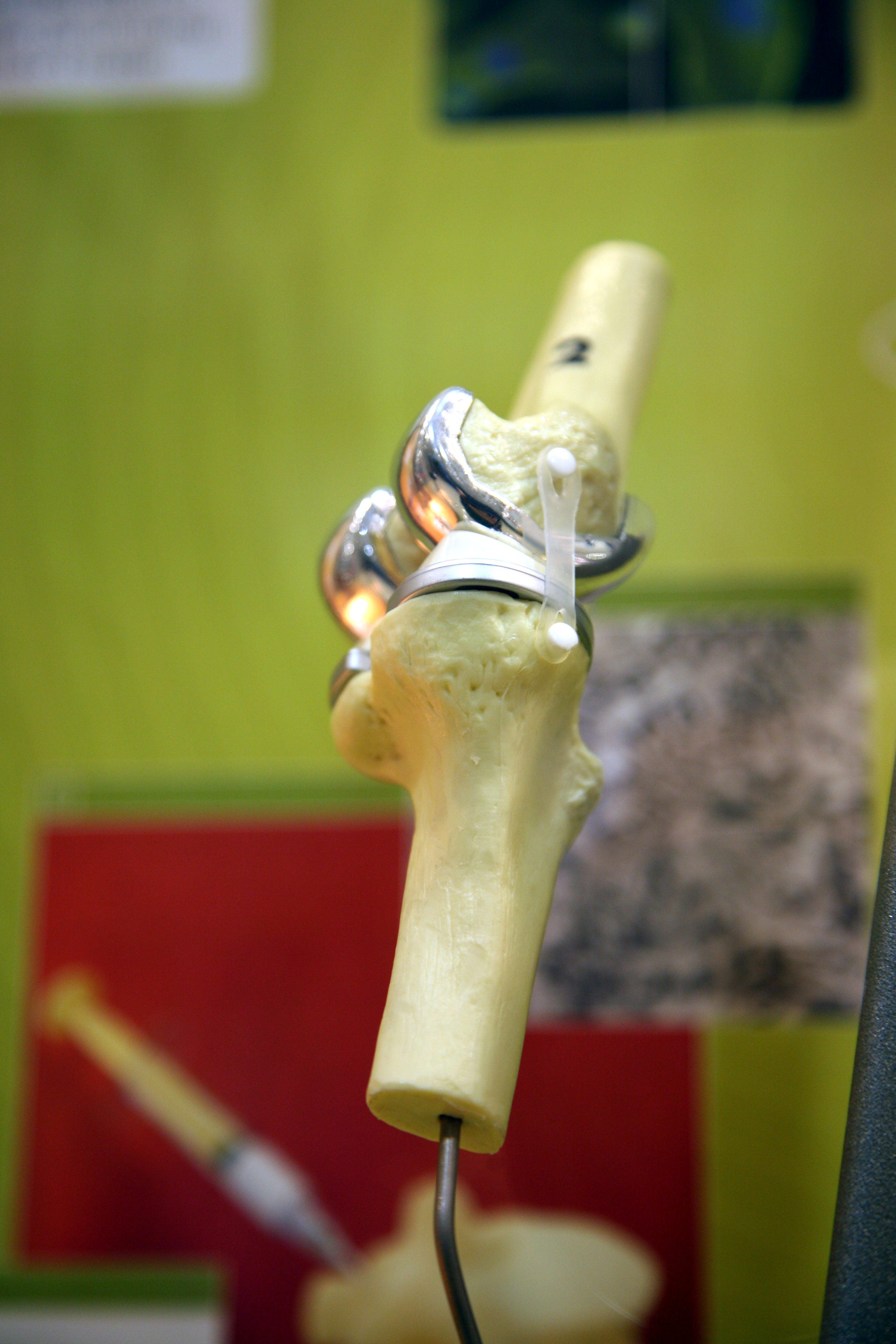
Una prótesis de rodilla.

Un biomaterial, material biocompatible o material bioaplicable es un material sintético o de origen orgánico utilizado para crear dispositivos capaces de reemplazar una parte de un sistema vivo o de funcionar en contacto directo con un tejido vivo de manera segura, confiable económicamente y biocompatible.
En términos médicos un biomaterial es un compuesto farmacológicamente inerte diseñado para ser implantado o incorporado dentro del sistema vivo. En este sentido el biomaterial se implanta con el objeto de sustituir o regenerar tejidos vivientes y sus funciones.
En realidad son muy pocos los materiales biocompatibles que son aceptados por todo cuerpo, de ahí que no pueda clasificarse un material como tal de forma definitiva. Algunos de los materiales biocompatibles más comunes son el titanio para implantes o el acero. Además, los metales biodegradables son otra categoría de metales biocompatibles, incluidas las aleaciones a base de magnesio y las aleaciones a base de hierro, aunque recientemente también se ha investigado el zinc. Actualmente se ha desarrollado el uso de metales absorbibles como implantes de fijación de fracturas.

## Biocompatibilidad
La biocompatibilidad es la aceptación de un implante artificial por parte de los tejidos vivos que lo rodean y del cuerpo en sí. Para determinar la biocompatibilidad o toxicidad de un material, es necesario realizar diferentes pruebas y considerar diferentes factores, tales como:
- Una descripción general del material o dispositivo
- Determinar cual será su función o posible aplicación
- Determinar su grado de contacto con tejido vivo
- La naturaleza química del material
- Analizar la toxicidad y biodisponibilidad de cada compuesto químico del material.

## Tipos de Biomateriales

### Biomateriales en Órganos
| Órgano  | Biomaterial                               |
| ------- | ----------------------------------------- |
| Corazón | marcapasos, válvula cardiaca artificial   |
| Pulmón  | máquina oxigenadora                       |
| Ojo     | lentes de contacto                        |
| Oído    | reconstrucción cosmética del oído externo |
| Hueso   | plato de hueso                            |
| Riñón   | máquina de diálisis para riñón            |
| Vejíga  | catéter                                   |

### Biomateriales en Sistemas del Cuerpo
| Sistema      | Biomaterial                                              |
| ------------ | -------------------------------------------------------- |
| Esqueleto    | Platos de hueso, reemplazamiento total de articulaciones |
| Muscular     | Suturas                                                  |
| Digestivo    | Suturas                                                  |
| Circulatorio | Válvulas cardiacas artificiales, vasos sanguíneos        |
| Respiratorio | Máquina oxigenadora                                      |
| Urinario     | Catéter, diálisis                                        |
| Nervioso     | Marcapasos                                               |
| Endócrino    | Células pancreáticas encapsuladas                        |
| Reproductivo | Cirugías plásticas                                       |

## Clasificación de Biomateriales
Por su fuente:
- Naturales
  - Autógeno: obtenido del mismo individuo que recibirá el injerto
  - Alo-injerto: proveniente de otro individuo y no del que recibirá el injerto
  - Xeno-injerto: proveniente de otra especie que no sea humana

- Sintéticos

Por su rol biológico
- Tóxico
- Bio-inerte: no hay interacción con el cuerpo, pueden permanecer largos periodos de tiempo en un entorno altamente corrosivo de fluidos corporales. Se suelen emplear para implantes permanentes, cirugía maxilofacial y craneal. Ejemplos: titanio, cromo-cobalto, y sus aleaciones o materiales cerámicos basados en alúmina, zircona y óxido de magnesio.
- Bio-activo: participa activamente en la reparación de tejido. Se utilizan para implantes dentales y prótesis ortopédicas. Ejemplos: hidroxiapatita de alta densidad, compuestos de titanio, vidrios bio-activos y algunas cerámicas vítreas.
- Bio-reabsorbible: se reabsorbe y provee elementos necesarios para la reparación de tejido.

Por su tiempo de uso y funcionamiento:
- Temporales
  - No reabsorbibles (se supone serán removidos) o Biodegradables

- Permanentes

Por composición:
- Cerámicos: presentan buena biocompatibilidad, resistencia a la corrosión e inercia química. Sin embargo presentan problemas ante esfuerzos de alto impacto, son inelásticos, poseen alta densidad y son difíciles de producir. Algunos ejemplos son el óxido de aluminio, aluminatos de calcio, óxidos de titanio y algunos carbonos.
- Polímeros:  tienen la ventaja de ser elásticos, baja densidad y fáciles de fabricar. Su principal desventaja es la baja resistencia mecánica y degradación con el tiempo. Algunos ejemplos son el teflón, nylon, dacron y siliconas.
- Metales y aleaciones:  presentan alta resistencia al impacto y al desgaste. Sin embargo son de baja biocompatibilidad, factibles de ser corroídos en medios fisiológicos, alta densidad, y dificultad para lograr conexión con tejidos conectivos suaves.
- Composites: Algunos ejemplos son los nanocompositos, las cerámicas metal-carbono o metal-nitrógeno, y las aleaciones intermetálicas complejas.
- Minerales naturales

Por estructura:
- Bulk: tornillos, clavos, laminas, etc.
- Recubrimientos: como protección o bio-activos
- Porosos: capa de superficie metálica porosa, andamios para ingeniería de tejidos, etc.[8]

## Clases
Pueden ser de colocación interna o externa, incluyéndose en esta categoría los materiales dentales que han sido tratados por separado. Actualmente, reparan o reemplazan tejidos naturales dañados en piel o en huesos, y en un futuro se podrán utilizar en tejidos de órganos como el hígado o los riñónes.
Los biomateriales son sometidos a situaciones adversas dado que están expuestos de modo temporal o permanente a fluidos del cuerpo, donde se da la corrosión de los componentes del implante, o bien el implante causa el envenenamiento del organismo vivo. 
Los biomateriales restituyen funciones de tejidos vivos y órganos en el cuerpo. Por lo tanto es esencial entender las relaciones existentes entre las propiedades, funciones y estructuras de los materiales biológicos dado que las propiedades requeridas de un material varían de acuerdo con la aplicación particular. Es importante admitir que las pruebas fisicoquímicas de los materiales para implante in vivo son casi imposibles. Sin embargo las pruebas in vitro deben ser realizadas antes del implante.
Dispositivos como miembros artificiales, amplificadores de sonido para el oído y prótesis faciales externas, no son considerados como implantes.

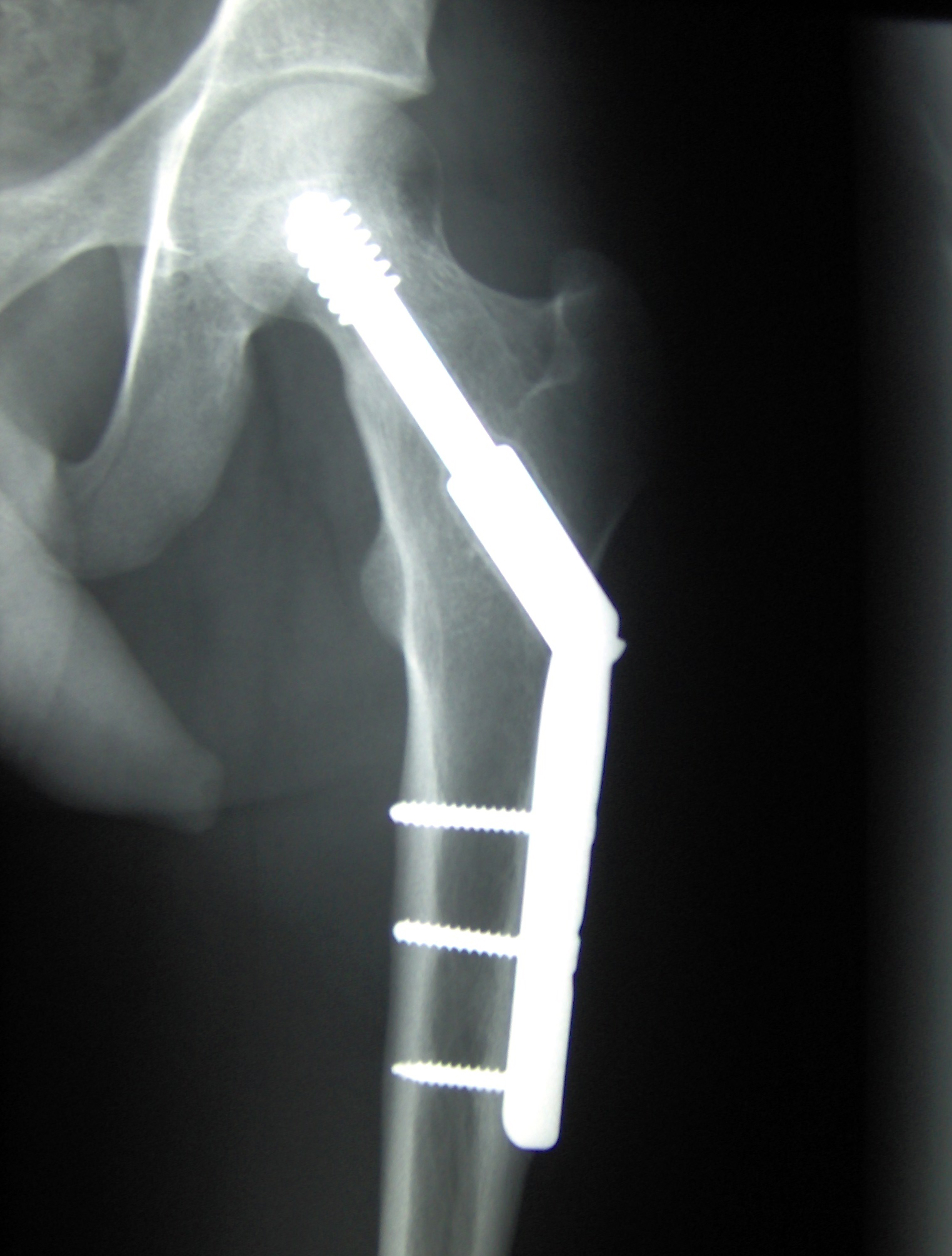
Un implante.

## Lista de Referencias
1. ↑  «Biomaterials». University of Technology, Iraq (en inglés). Baghdad, Iraq. Consultado el 13 de noviembre de 2015.
2. ↑  Saberi A, Bakhsheshi-Rad HR, Karamian E, Kasiri-Asgarani M, Ghomi H. Magnesium-graphene nano-platelet composites: Corrosion behavior, mechanical and biological properties. Journal of Alloys and Compounds. 2020 Apr 25;821:153379.https://doi.org/10.1016/j.jallcom.2019.153379
3. ↑  Saberi, A.; Bakhsheshi-Rad, H.R.; Abazari, S.; Ismail, A.F.; Sharif, S.; Ramakrishna, S.; Daroonparvar, M.; Berto, F. A Comprehensive Review on Surface Modifications of Biodegradable Magnesium-Based Implant Alloy: Polymer Coatings Opportunities and Challenges. Coatings 2021, 11, 747. https://doi.org/10.3390/coatings11070747
4. ↑  Kong, L.; Heydari, Z.; Lami, G.H.; Saberi, A.; Baltatu, M.S.; Vizureanu, P. A Comprehensive Review of the Current Research Status of Biodegradable Zinc Alloys and Composites for Biomedical Applications. Materials 2023, 16, 4797. https://doi.org/10.3390/ma16134797 https://pubmed.ncbi.nlm.nih.gov/37445111/
5. ↑  Liu J, Wang X, Saberi A, Heydari Z. The effect of Co-encapsulated GNPs-CNTs nanofillers on mechanical properties, degradation and antibacterial behavior of Mg-based composite. Journal of the Mechanical Behavior of Biomedical Materials. 2023 Feb 1;138:105601.https://doi.org/10.1016/j.jmbbm.2022.105601
6. ↑  Zhao, J.; Haowei, M.; Saberi, A.; Heydari, Z.; Baltatu, M.S. Carbon Nanotube (CNT) Encapsulated Magnesium-Based Nanocomposites to Improve Mechanical, Degradation and Antibacterial Performances for Biomedical Device Applications. Coatings 2022, 12, 1589. https://doi.org/10.3390/coatings12101589
7. 1 2  Sheng-Yang, Lee. «Biomaterials». Taipei Medical University.
8. ↑  «Introduction to biomaterials and their processing». Jozef Stefan Institute (en inglés). Ljubljana, Slovenia. Archivado desde el original el 8 de diciembre de 2015. Consultado el 27 de noviembre de 2015.